# انتشار محدود

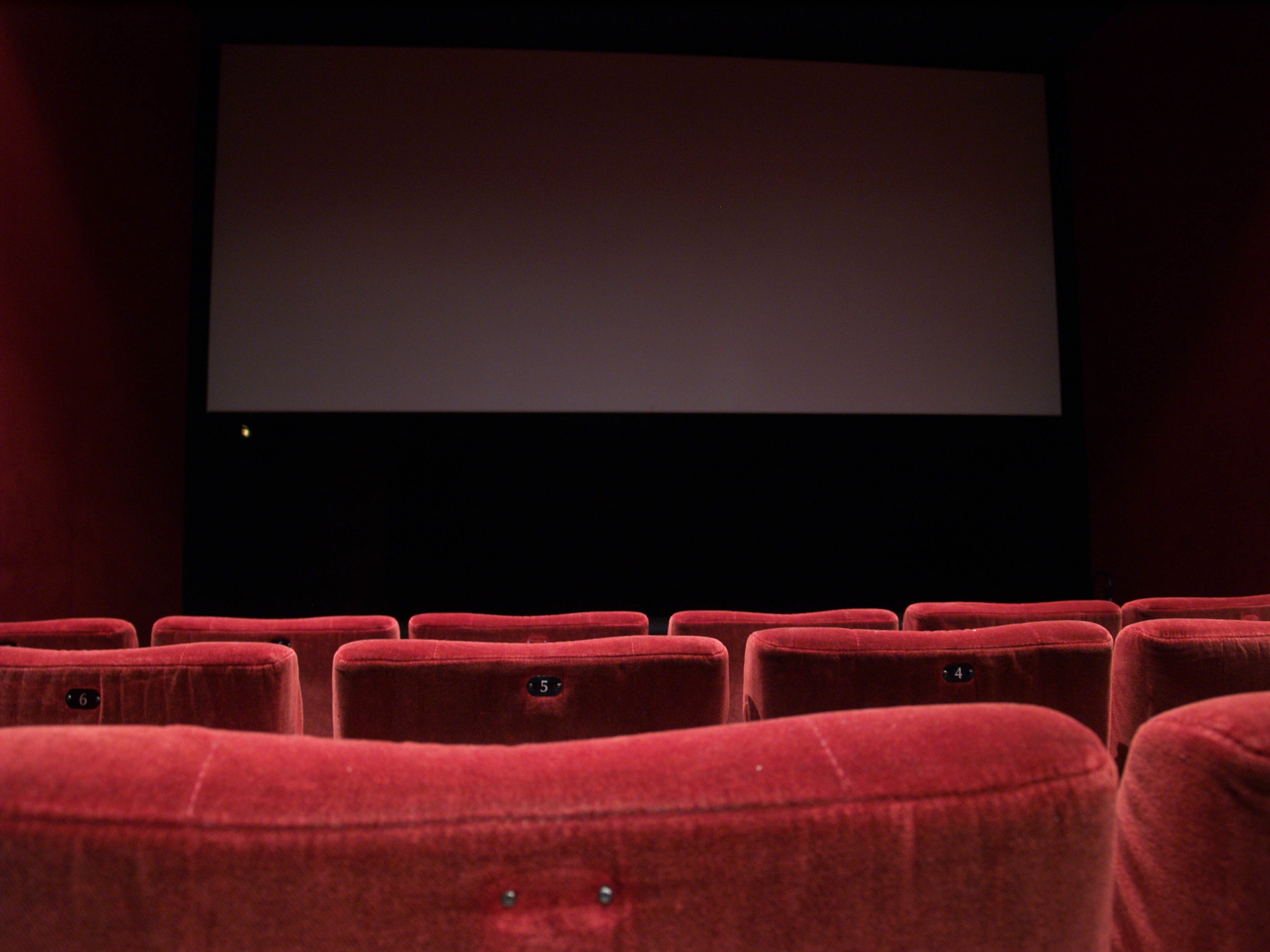
اکران فیلم در سینماهای محدود

انتشار محدود نوعی استراتژی توزیع فیلم با انتشار فیلم جدید در چند سینما در سراسر کشور، معمولاً در کلان‌شهرها است. هدف از آن، اغلب تجدیدنظر در فیلم‌های تخصصی، مانند مستند، فیلم مستقل و فیلم‌های هنری است.
 یک رویه رایج استودیوهای فیلمسازی این است که فیلم‌های مورد انتظار و مورد تحسین منتقدان را اکران محدودی در تاریخ ۳۱ دسامبر یا قبل از آن در شهرستان لس آنجلس، کالیفرنیا می‌دهند تا برای نامزدی جایزه اسکار (طبق قوانین آن) واجد شرایط شوند. مستندهای موردانتظار نیز به طور همزمان در شهر نیویورک منتشر می شوند که طبق قوانین اسکار بهترین فیلم مستند بلند است.دستور انتشار در هر دو مکان. این فیلم‌ها تقریباً همیشه در ژانویه یا فوریه سال بعد برای مخاطبان بیشتری اکران می‌شوند.
یک استثنای قابل توجه، نمایش تصویر ترسناک راکی است که در سال ۱۹۷۵ نمایش داده شد و هنوز هم فقط به صورت محدود نمایش داده می شود. این طولانی ترین اکران سینمایی در تاریخ سینما است.[۱]

## انتشار پلتفرم
اکران پلتفرم نوعی اکران محدود است که در آن یک فیلم در سینماهای کمتری (معمولاً 599 یا کمتر) نسبت به اکران گسترده اکران می‌شود . اگر فیلم تبلیغات شفاهی مثبتی دریافت کند، به تدریج به سالن های بیشتری گسترش می یابد، زیرا کمپین بازاریابی شتاب بیشتری می گیرد.[2] یک فیلم موفق که به این شیوه اکران شده است، حتی امکان گسترش به اکران گسترده را دارد.
مزیت این استراتژی این است که هزینه های بازاریابی تا زمانی که عملکرد یک فیلم مشخص نشده باشد، حفظ می شود، زمانی که توزیع کننده ممکن است تصمیم بگیرد تبلیغات را افزایش دهد و برای انتشار گسترده تر تلاش کند. از سوی دیگر، اگر در ابتدا با شکست مواجه شود، توزیع کننده می تواند از کمپین کنار بکشد، بنابراین هزینه های تبلیغاتی و تبلیغاتی به حداقل می رسد.
در مراحل اولیه اکران پلتفرم، معیار کلیدی میانگین ناخالص در هر تئاتر است ، نه مجموع ناخالص باکس آفیس . آرت‌هاوس و فیلم‌های مستقلی که میانگین بالایی در هر سینما کسب می‌کنند، به‌عنوان نامزدهای احتمالی برای اکران گسترده‌تر موفق در نظر گرفته می‌شوند. توزیع‌کننده‌ای که از این استراتژی اکران استفاده می‌کند باید مراقب باشد که در مراحل اولیه خیلی سریع گسترش نیابد تا از پخش شدن بیش از حد تماشاگران (محدود) جلوگیری کند، که این امر میانگین هر سینما را کاهش می‌دهد و بنابراین باعث می‌شود فیلم ضعیف‌تر به نظر برسد.